# Fallen Angels
Fallen Angels — тридцять сьомий студійний альбом американського музиканта та автора пісень Боба Ділана, виданий 20 травня 2016 року лейблом Columbia Records.

## Про альбом
Альбом «Fallen Angels» містить кавер-версії відомих американських пісень, які стали класичними і були вибрані для запису самим Діланом. Серед авторів пісень такі відомі імена як Гарольд Арлен, Джонні Мерсер, Семмі Кан та поетеса Керооін Лі. Як і в попередньому альбомі Shadows in the Night, практично кожна із пісень раніше вже була записана Френком Сінатрою (окрім «Skylark»).
Платівка отримала позитивні відгуки та визнання музичних критиків, які відмітили красивий вокал Ділана, продюсерську роботу та інструментальну складову.

## Список композицій
| #   | Назва                                              | Тривалість |
| --- | -------------------------------------------------- | ---------- |
| 1.  | «Young at Heart»                                   | 2:59       |
| 2.  | «Maybe You’ll Be There»                            | 2:56       |
| 3.  | «Polka Dots and Moonbeams»                         | 3:20       |
| 4.  | «All the Way»                                      | 4:01       |
| 5.  | «Skylark»                                          | 2:56       |
| 6.  | «Nevertheless I'm in Love with You» (Nevertheless) | 3:27       |
| 7.  | «All or Nothing at All»                            | 3:04       |
| 8.  | «On a Little Street in Singapore»                  | 2:15       |
| 9.  | «songIt Had to Be You»                             | 3:39       |
| 10. | «Melancholy Mood»                                  | 2:53       |
| 11. | «That Old Black Magic»                             | 3:04       |
| 12. | «Come Rain or Come Shine»                          | 2:37       |